# Ice on the Dune
Albums de Empire of the Sun
Walking on a Dream Two Vines
Singles
1. Alive

Ice on the Dune est le deuxième album du groupe de musique australien Empire of the Sun, édité en  2013.

## Contexte
L'album est sorti le 19 juin 2013.

## Liste des pistes
| No  | Titre           | Durée |
| --- | --------------- | ----- |
| 1.  | Lux             | 1:25  |
| 2.  | DNA             | 3:54  |
| 3.  | Alive           | 3:24  |
| 4.  | Concert Pitch   | 3:40  |
| 5.  | Ice on the Dune | 3:25  |
| 6.  | Awakening       | 3:45  |
| 7.  | I'll Be Around  | 4:30  |
| 8.  | Old Flavours    | 3:55  |
| 9.  | Celebrate       | 3:19  |
| 10. | Surround Sound  | 3:17  |
| 11. | Disarm          | 3:51  |
| 12. | Keep a Watch    | 4:28  |